# Sportklättring vid olympiska sommarspelen
Sportklättring debuterade som olympisk gren vid olympiska sommarspelen 2020 i Tokyo. Tävlingarna anordnas av International Federation of Sport Climbing (internationella surfingförbundet).

## Historia
Det var på IOK:s 129:e kongress i Rio de Janeiro i Brasilien 2016 som det beslutades sportklättring skulle införas på OS-programmet 2020. Detta hade föregåtts av att organisationskommittén för Tokyo-OS 2020 föreslagit sportklättring som ny sport i enlighet med riktlinjerna för den Olympiska agendan 2020. Dessa riktlinjer tillåter bland annat att organisationskommittén för ett OS kan föreslå nya tillfälliga sporter som är populära i landet för att öka det lokala intresset.
Även organisationskommittén för sommarspelen i Paris 2024 föreslog att sportklättring skall inkluderas på programmet för 2024, det slutgiltiga beslutet att inkludera sportklättring även 2024 togs av IOK den 7 december 2020. Det beslutades även att klättringstävlingarna skall delas upp så att speed blir en egen gren och kombinationen består av bouldering och lead.

## Medaljtabell
| Pl.    | Nation    | Guld | Silver | Brons | Totalt |
| ------ | --------- | ---- | ------ | ----- | ------ |
| 1      | Slovenien | 1    | 0      | 0     | 1      |
| 1      | Spanien   | 1    | 0      | 0     | 1      |
| 3      | Japan     | 0    | 1      | 1     | 2      |
| 4      | USA       | 0    | 1      | 0     | 1      |
| 5      | Österrike | 0    | 0      | 1     | 1      |
| Totalt | Totalt    | 2    | 2      | 2     | 6      |

## Grenar

### Damer
| Gren                | 20 | 24 | År |
| ------------------- | -- | -- | -- |
| Kombination         | •  | •  | 2  |
| Speed               |    | •  | 1  |
| Totalt antal grenar | 1  | 2  |    |

### Herrar
| Gren                | 20 | 24 | År |
| ------------------- | -- | -- | -- |
| Kombination         | •  | •  | 2  |
| Speed               |    | •  | 1  |
| Totalt antal grenar | 1  | 2  |    |